# 班達米爾國家公園

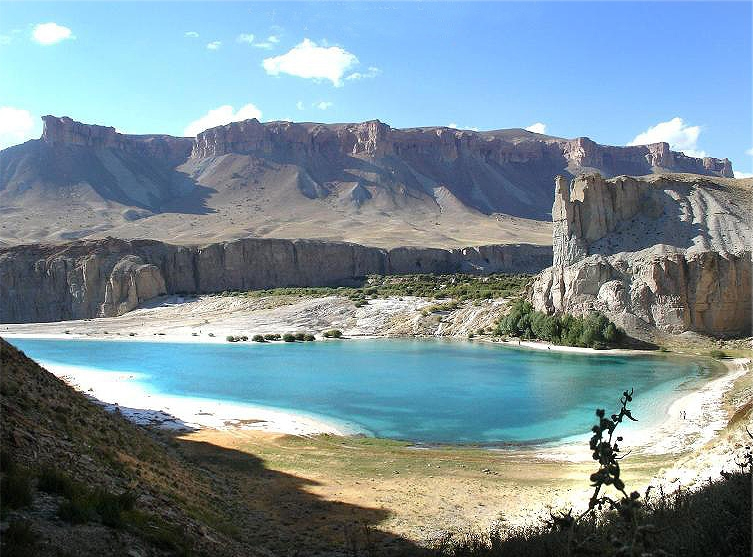
湖泊景色

班達米爾國家公園（波斯語：بند امیر）是阿富汗第一個國家公園，成立於2009年4月22日。位於中部巴米揚省、海拔3,000公尺的興都庫什山脈。距離巴米揚西北75公里。最近的城市为亚考朗。
公園佔地590平方公里，由六個被洞石分隔的湖泊組成。當地斷層滲出的水含有二氧化碳，形成洞石沉積。當地動物有赤羊、野山羊、阿富汗雪雀等。雪豹已經在這裡絕跡。
公園名字的意思是「司令的堤壩」，當中的司令指的是伊斯蘭教第四位哈里發阿里。當地是信奉什葉派伊斯蘭教的哈扎爾人的聚居地區。相傳是阿里「築成」這些「堤壩」。